# Discovery Inc.
Discovery Inc. foi um conglomerado de mídia dos Estados Unidos. A empresa começou com apenas um canal em 1985, o Discovery Channel. A DCI possuía operações globais oferecendo 28 marcas de canais de entretenimento e operando mais de 100 canais em 180 países e em 39 línguas para uma população de quase 1.5 bilhão de pessoas em todo o mundo. A sede da Discovery estava localizada em Silver Spring, Maryland. O slogan da empresa  era: "Explore Your World."
Produzia programação original e adquiria conteúdos de demais produtoras mundo afora. Essa sua programação, sem ser de ficção é oferecida em seus 28 canais, incluindo Discovery Channel, TLC, Animal Planet, Discovery Home & Health, Discovery Turbo, Discovery Kids e uma família de canais digitais. A DCI também distribuía a BBC America e a BBC World News às operadoras norte-americanas de cabo e de satélite. Em maio de 2021 foi anunciado que a Discovery iria se fundir com a WarnerMedia, que seria separada em uma nova empresa pela AT&T. O novo conglomerado de mídia resultante da fusão vai se chamar Warner Bros. Discovery.

## Governança corporativa

### Diretores
Judith McHale foi presidente e chefe executivo até o executivo da NBCUniversal, David Zaslav, assumir a posição em 16 de Novembro de 2006. 
Juntamente com Zaslav, outros executivos são:
- Peter Liguori
- Joe Abruzzese
- Adria Alpert Romm
- Bruce Campbell
- Bill Goodwyn
- Mark Hollinger
- Joseph A. LaSala, Jr.
- Brad Singer

### Proprietários
Até 18 de Setembro de 2008, os proprietários da DCI eram:
- Discovery Holding Company
- Advance/Newhouse Communications afiliado com Advance Publications
- John S. Hendricks, the Company's Founder and Chairman.

Em 13 de Dezembro de 2007, a Discovery Holding Company anunciou um plano de restruturação. Com esse plano, Discovery Holding's Ascent Media business seria desmembrada, e os demais proprietários, Discovery Communications, LLC and Advance/Newhouse Communications, seriam combinados para iniciar uma nova empresa . A reorganização foi completada em 17 de Setembro de 2008. A nova empresa Discovery Communications, Inc. é agora pública e possui negócios na bolsa de valores NASDAQ.

## Divisões
A DCI opera seus negócios em quatro grupos: Discovery Networks E.U.A., Discovery Networks International, Discovery Commerce, e Discovery Education.

### Discovery Networks E.U.A.
A divisão dos canais é a seguinte:
| Canal                   | Lançamento | Lares nos EUA em 2014 | HDTV | Notas |
| ----------------------- | ---------- | --------------------- | ---- | --- |
| Discovery Channel       | 1985       | 97 milhões            | Sim  | Canal principal. Conhecido anteriormente como The Discovery Channel (1985-1994) |
| TLC                     | 1980       | 96 milhões            | Sim  | Adquirido pela Discovery Communications em 1991, antes conhecido por The Learning Channel (1980-1992) |
| Animal Planet           | 1996       | 94 milhões            | Sim  | |
| Investigation Discovery | 1996       | 86 milhões            | Sim  | Conhecido anteriormente como Discovery Civilization Network (1996-1998), Discovery Civilization Channel (1998-2003) e Discovery Times (2003-2008)                                                                              |
| Oprah Winfrey Network   | 2011       | 81 milhões            | Sim  | Em conjunto com a Harpo Productions. Substituiu o Discovery Health Channel |
| Science Channel         | 1996       | 76 milhões            | Sim  | Conhecido anteriormente como Discovery Science Network (1996-1998), Discovery Science Channel (1998-2002) e The Science Channel (2002-2007)                                                                                    |
| Discovery Family        | 1996       | 70 milhões            | Sim  | Inicialmente chamado de Discovery Kids em 1996, relançado como Hub Network em 2010 e relançado como Discovery Family em 2014. 40% do canal pertence à Hasbro                                                                   |
| American Heroes Channel | 1998       | 61 milhões            | Sim  | Conhecido anteriomente como Discovery Wings Channel (1998-2005) e Military Channel (2005-2014) |
| Motor Trend             | 2002       | 58 milhões            | Sim  | Conhecido anteriormente como Discovery HD Theater (2002-2007), HD Theater (2007-2011) e Velocity (2011-2018) |
| Destination America     | 1996       | 57 milhões            | Sim  | Conhecido anteriormente como Discovery Travel and Living Network (1996-1998), Discovery Home and Leisure (1998), Discovery Home and Leisure Channel (1998-2004), Discovery Home Channel (2004-2008) e Planet Green (2008-2012) |
| Discovery Life          | 2011       | 46 milhões            | Sim  | Fusão do FitTV com o Discovery Health Channel, anteriormente chamado de Discovery Fit & Health (2011-2015) |
| Discovery en Español    | 1998       | 7 milhões             | Sim  | Discovery Channel na língua castelhana. |
| Discovery Familia       | 2007       | 6 milhões             | Sim  | |
| Cooking Channel         | 2010       |                       | Sim  | Substituiu o Fine Living Network (2002-2010), adquirido da Scripps Networks Interactive pela Discovery Inc. em 2018 |
| DIY Network             | 1999       |                       | Sim  | Adquirido da Scripps Networks Interactive pela Discovery Inc. em 2018 |
| Food Network            | 1993       |                       | Sim  | Conhecido anteriormente como TV Food Network (1993-1996). Adquirido da Scripps Networks Interactive pela Discovery Inc. em 2018. 30% do canal pertence ao Tribune Media                                                        |
| Great American Country  | 1995       |                       | Sim  | Adquirido da Scripps Networks Interactive pela Discovery Inc. em 2018 |
| HGTV                    | 1994       |                       | Sim  | Conhecido anteriormente como Home & Garden Television (1994-2010). Adquirido da Scripps Networks Interactive pela Discovery Inc. em 2018                                                                                       |
| Travel Channel          | 1987       |                       | Sim  | Formalmente The Travel Channel (1987-1999). Adquirido da Scripps Networks Interactive pela Discovery Inc. em 2018 |

## Discovery no Brasil
Os Canais Discovery no Brasil são:
| Canais                  | Data de Lançamento | Lares no Brasil | HDTV | Notas |
| ----------------------- | ------------------ | --------------- | ---- | --- |
| Discovery Channel       | 1994               | 12 milhões      | Sim  | Canal principal. Conhecido anteriormente como The Discovery Channel (1994-1995)                               |
| Discovery Kids          | 1996               | 13,9 milhões    | Sim  | Conhecido anteriormente como Discovery Kids Network (1996-1997)                                               |
| Animal Planet           | 1997               | 9,9 milhões     | Sim  | Em conjunto com a BBC entre 1997 e 2010                                                                       |
| TLC                     | 2011               | 8 milhões       | Sim  | Originalmente Discovery Travel and Adventure Channel (2000-2005) e Discovery Travel & Living (2005-2011)      |
| Discovery Home & Health | 2000               | 10,8 milhões    | Sim  | Conhecido anteriormente como Discovery Health Channel (2000-2005)                                             |
| HGTV                    | 2019               |                 | Sim  | |
| Discovery Science       | 2005               |                 | Sim  | Originalmente Discovery Science Channel (2005-2009)                                                           |
| Discovery Turbo         | 2005               | 12,8 milhões    | Sim  | |
| Golf Channel LA         | 2006               |                 | Sim  | Adquirido da Simple Networks LLC e da Inversiones Bahia pela Discovery Inc. em 2019.                          |
| Discovery Theater       | 2009               |                 | Sim  | Originalmente Discovery HD Theater (2009-2015). Apenas em HDTV                                                |
| Discovery World         | 2009               |                 | Sim  | Originalmente TLC HD (não simulcast) (2009-2015). Apenas em HDTV                                              |
| Investigação Discovery  | 2012               | 9 milhões       | Sim  | Originalmente People + Arts (1997-2010) e Liv (2010-2012)                                                     |
| Food Network            | 2014               |                 | Sim  | Adquirido da Scripps Networks Interactive pela Discovery Inc. em 2018. 30% do canal pertence ao Tribune Media |